# Cima delle Saline
La Cima delle Saline es una montaña de los Alpes que mide 2612 m s. n. m.. Se trata de la tercera cima más elevada de los Alpes Ligures, después de la Punta Marguareis y del Monte Mongioie. 

## Etimología

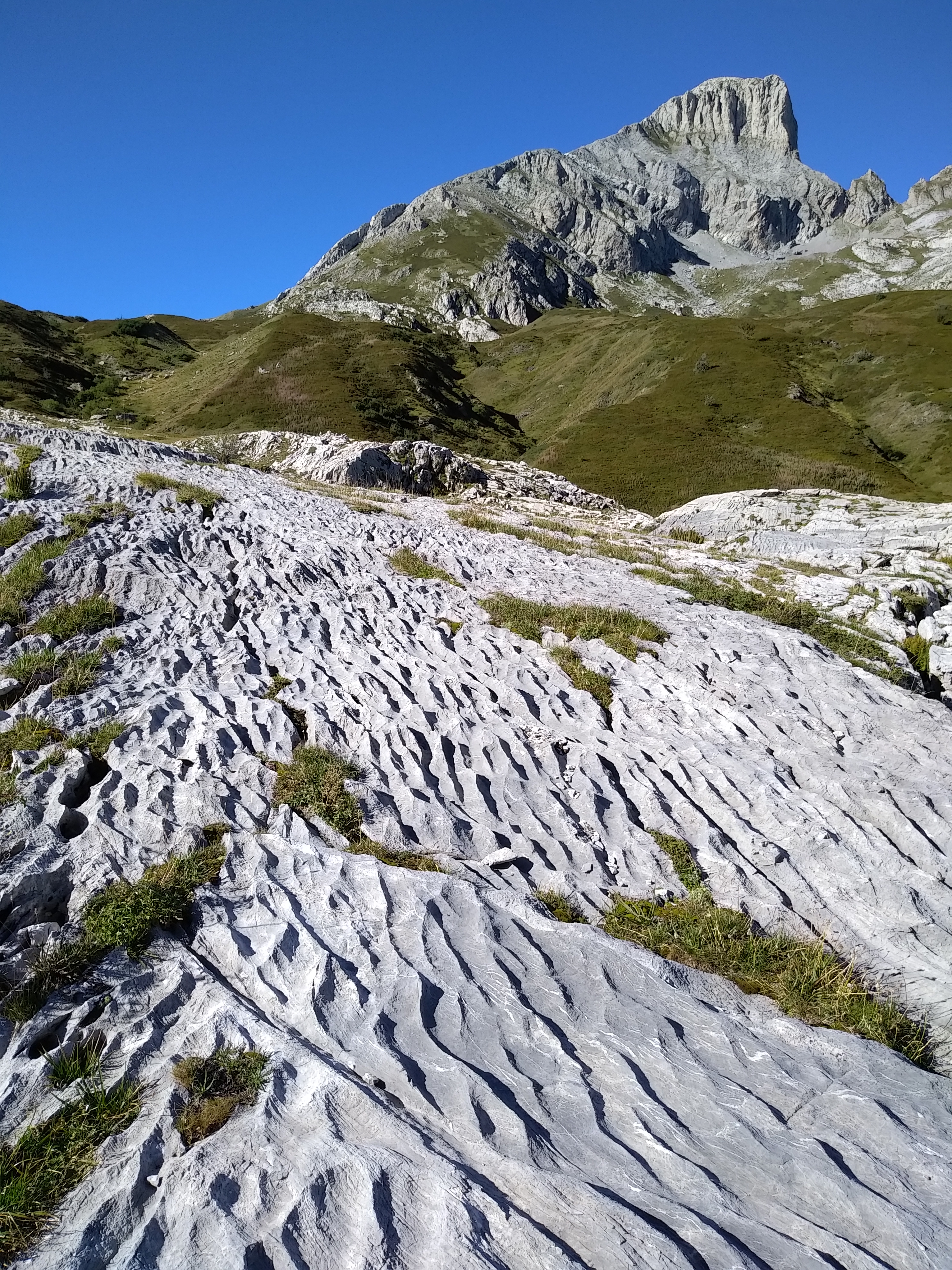
La montaña desde el Valle Ellero

Cima delle Saline literalmente significa Cumbre de las salinas. Viene del nombre del cercano Passo delle Saline, un puerto de montaña que, en el pasado, los comerciantes usaban para traer la sal que se producía en las orillas del Mediterraneo hasta la Llanura padana.

## Características
La montaña forma parte del conjunto kárstico del Marguareis, y de la divisoria entre los valles de Ellero y de Tanaro. Con sus 2.612 metros de altura, es la tercera cima más elevada de los Alpes Ligures. Sus rocas predominantes son calizas de origen Jurásica La cara norte del monte consta de paredes casi verticales de roca; por lo contrario, la cara sur es mucho menos escarpada y es salpicada de dolinas. Cuando se mira desde la Llanura Padana, la Cima delle Saline muestra una característica forma redonda.
Según la clasificación SOIUSA, la Cima delle Saline pertenece:
- Gran parte: Alpes occidentales
- Gran sector: Alpes del sudoeste
- Sección: Alpes Ligures
- Subsección: Alpes del Marguareis
- Supergrupo: Cadena Marguareis-Mongioie
- Grupo: Grupo Mongioie-Mondolè
- Subgrupo: Nudo del  Mongioie
- Código: I/A-1.II-B.4.a

## Conservación ambiental
Desde 1978 la Cima delle Saline y sus pendientes meridionales pertenecen al Parque del Marguareis.

## Acceso a la cumbre

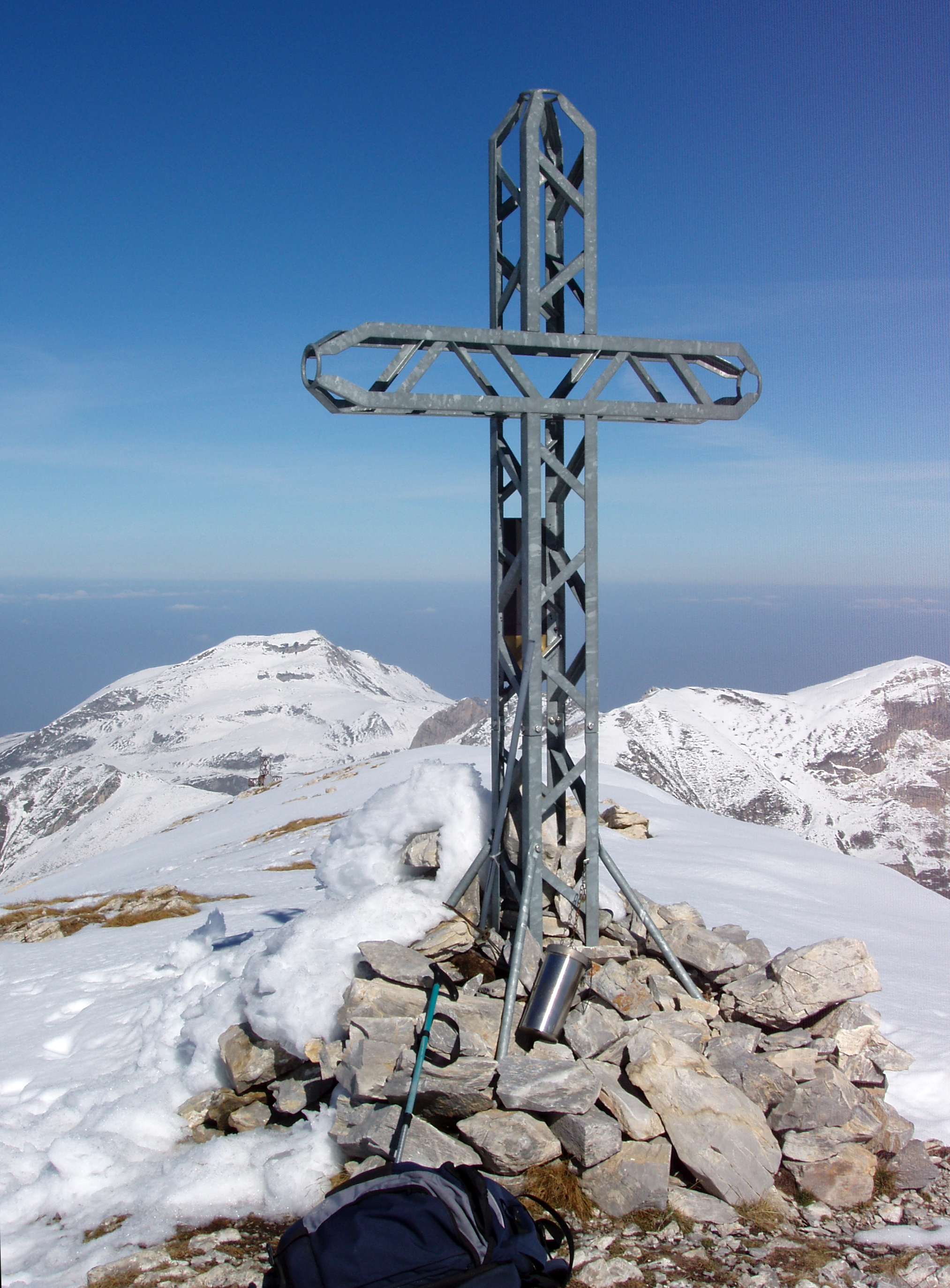
La cruz en la cima

### Verano
La ruta más fácil para la cima del monte no necesita de verdaderas habilidades de montañismo pero una buena experiencia de senderismo. La cumbre puede alcanzarse por un camino señalizado (GTA) hasta el Passo delle Saline (un puerto que conecte los valles de Tanaro y de Ellero) y, al final, recorre la cresta oriental hasta la cumbre. Este itinerario empieza en Carnino Inferiore, un pueblo del comune de Briga Alta (Alto valle del Tanaro). Otro itinerario para la cumbre empieza desde Pian Marchisio (Valle del Ellero, al norte del monte) y pasa asimismo para el Passo delle Saline. La Cima delle Saline es además una desafiante escalada para el ciclismo de montaña.

### Invierno
La Cima delle Saline también puede alcanzarse en invierno con esquí de travesía, pero el mejor periodo del año se considera el principio de la primavera.

## Refugios
- Rifugio Mongioie y Rifugio Ciarlo-Bossi (Valle del Tanaro),
- Rifugio Havis De Giorgio y Rifugio Garelli (Valle del Ellero).

## Mapas
- IGM. Cartografia ufficiale italiana in scala 1:25.000 e 1:100.000 [mapa].